# Остролодочник камчатский
Остролодочник камчатский (лат. Oxytropis kamtschatica) — вид растений рода Остролодочник (Oxytropis) семейства Бобовые (Fabaceae).

## Распространение и экология
Эндемик Дальнего Востока России: юг Чукотки, Камчатка (Авачинская сопка). В кустарничковых, каменистых и щебнистых горных тундрах и на нивальных лужайках, на лавовых потоках и галечниках.

## Ботаническое описание
Рыхлодернистая, со стелющимися длинными каудексами, серебристошелковистая от опушения. Прилистники яйцевидные, прижато-белошерстистые, внизу приросшие к черешку и высоко сросшиеся между собою. Листочки в 6—12 парах, овально-ланцетные, с обеих сторон густо покрыты прижатыми волосками.
Чашечка бокаловидная, красноватая, пушистая, с шиловидными зубцами. Флаг обычно 18—20 мм длиной, почти округлый, без выемки. Лодочка с носиком менее 0,5 мм длиной. Бобы на ножке до 4 мм длиной, почти цилиндрические, до 4,5 см длиной, около 1 см шириной, с короткими белыми волосками и широкой брюшной перегородкой. 2n = 16.

## Охрана
Вид включён в Красную книгу России и Красную книгу Чукотского автономного округа.